# جزيرة ديابوري
جزيرة ديابوري (باليونانية: Διαπόρι)‏ هي جزيرة تقع بالقرب من ساحل كريت، بالقرب من جيروبوتاموس، في وحدة ريثمنو الإقليمية. لا تظهر هذه الجزيرة على العديد من الخرائط، ولكن يمكن رؤيتها في الصور الفضائية.

## اقرأ أيضاً
- قائمة جزر اليونان